# Крістіна Шредер
Крістіна Шредер (нім. Kristina Schröder; нар. 3 серпня 1977, Вісбаден) — німецька політична діячка з Християнсько-демократичного союзу (ХДС).
Крістіна Шредер (до шлюбу Келер (нім. Köhler) отримала атестат зрілості у 1997 році, після чого вивчала соціологію, історію, філософію і політологію у Майнцькому університеті Йоганна Гутенберга. Вона отримала диплом у 2002 році і ступінь доктора філософії у 2009 році.
Шредер приєдналася до «Молодіжному союзу Німеччини» у 1991 році й є членом Бундестагу з 2002 року.
30 листопада 2009 вона була призначена федеральним міністром у справах сім'ї, літніх громадян, жінок та молоді в другому уряді Анґели Меркель, обіймала цю посаду до кінця терміну повноважень уряду 17 грудня 2013 року.
Крістіна Шредер живе у Берліні зі своїм чоловіком Олі Шредером, також політиком і членом Бундестагу. У них є дві дочки, народжених у 2011 і 2014 роках.
Вона є членом Незалежної євангелічно-лютеранської церкви.